# Daphnia
Daphnia es un género de crustáceos planctónicos del orden Cladocera. Se conocen vulgarmente como dafnias, lías de agua y también como pulgas de agua, debido a lo pequeñas que son y a su forma de nadar como “saltando”, aunque las pulgas, al ser insectos, están muy alejadas de las dafnias, biológicamente.

## Características

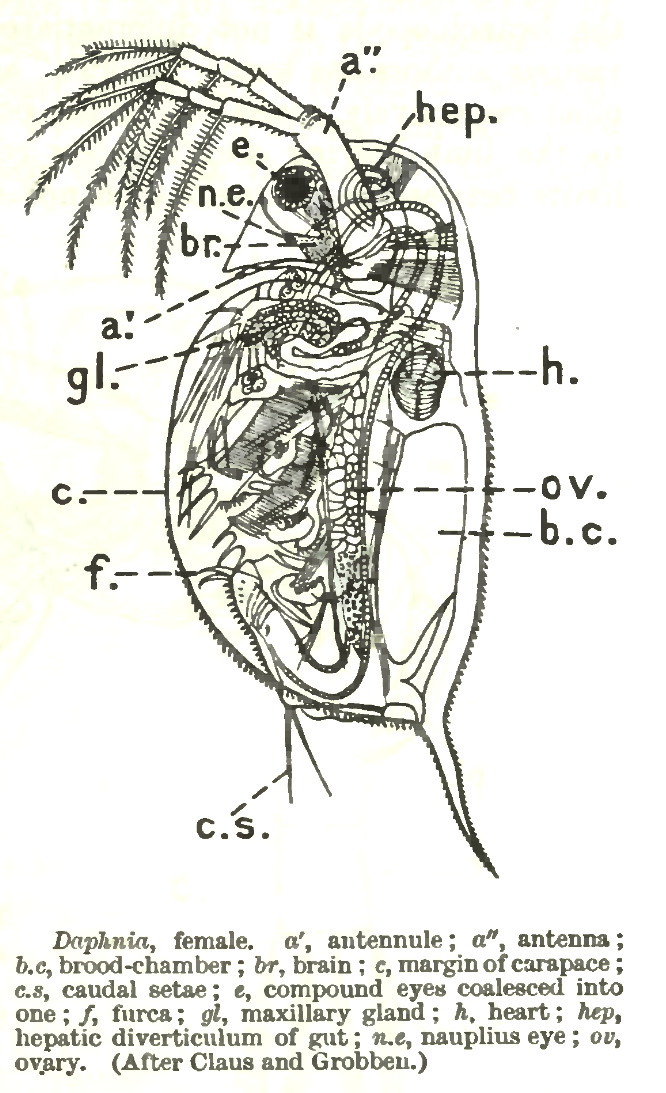
Anatomía de una dafnia.

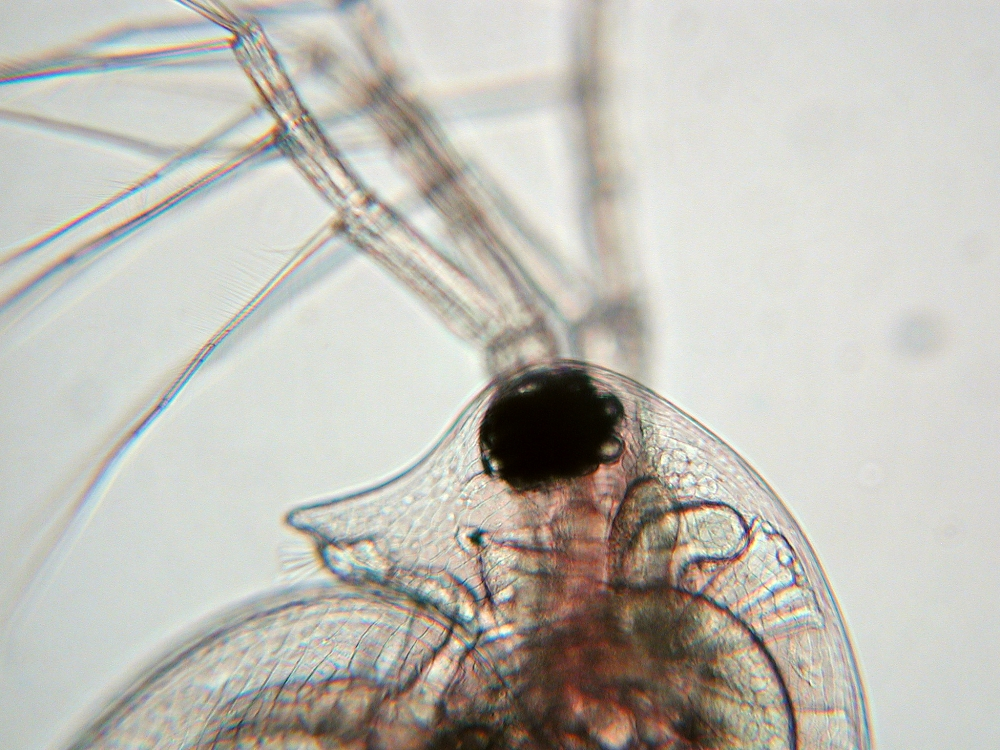
Cabeza de una dafnia.

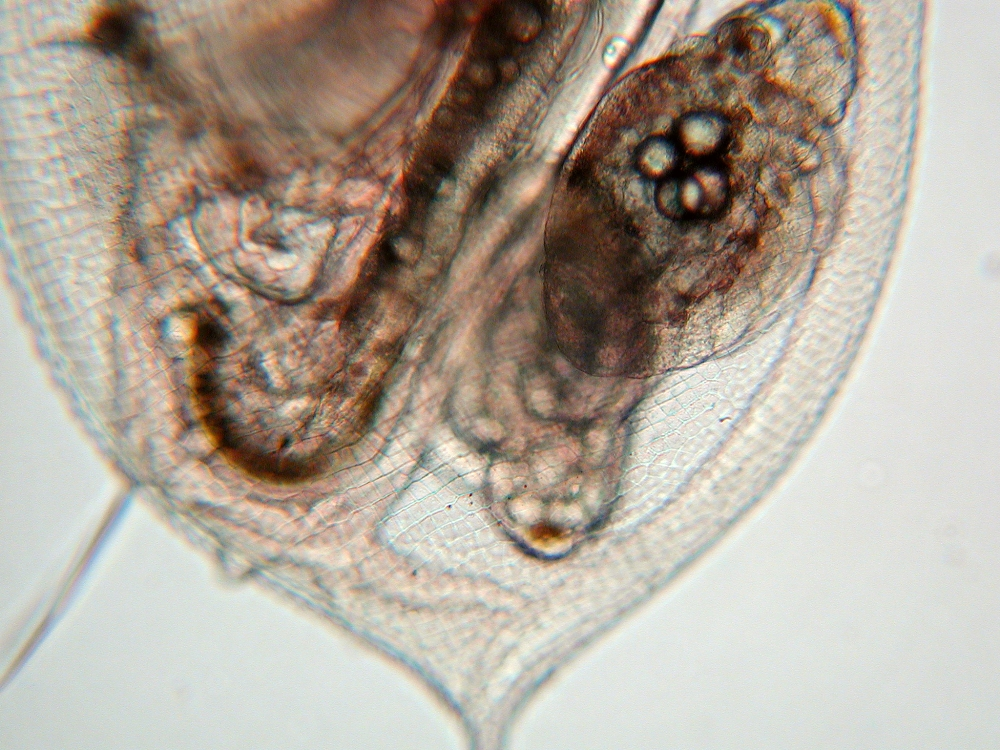
Abdomen de una dafnia.

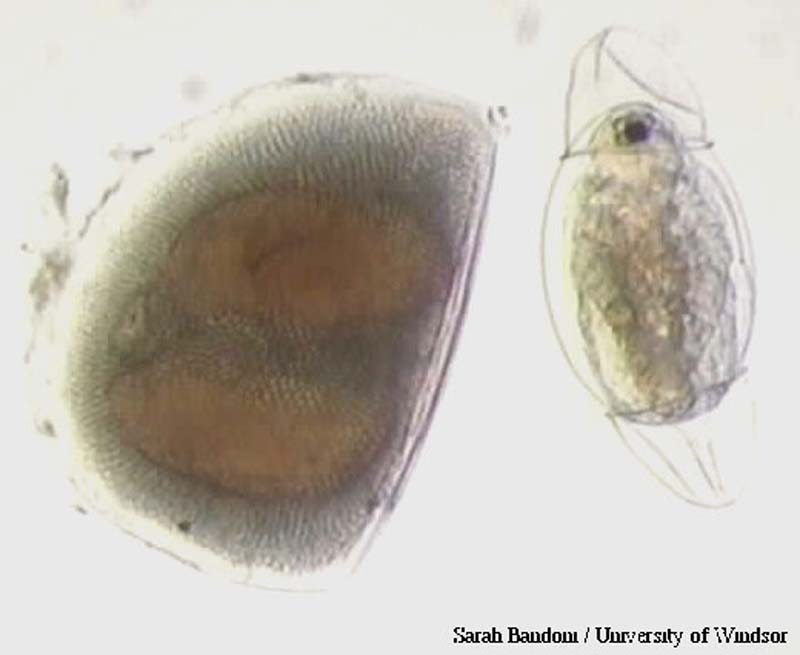
Un huevo enquistado (ephippium) y la dafnia juvenil recién salida de él.

El tamaño de las dafnias varía entre 0,5 y 4 mm de longitud. Habitan en medios acuáticos, desde charcos hasta ríos, y se alimentan esencialmente de fitoplancton, pudiendo también ingerir microorganismos como protistas y bacterias, así como materia orgánica particulada o disuelta. La división del cuerpo en segmentos no se puede apreciar a simple vista. La cabeza se encuentra fusionada, y está generalmente posicionada hacia abajo, tocando el cuerpo, apreciándose la separación entre el cuerpo y la cabeza. En la mayoría de las especies el cuerpo está cubierto por un exoesqueleto, con una abertura ventral en los 5 o 6 pares de patas. La característica más prominente son los ojos compuestos, luego las antenas y un par de sensilias abdominales. En muchas especies la coraza es translúcida o casi, haciéndolas excelentes individuos para ser estudiados bajo el microscopio, pudiendo incluso observarse el latido del corazón. 
Aun en microscopios de relativa baja capacidad puede observarse el aparato de alimentación, el ojo moviéndose debido al músculo ciliar, así como la hemolinfa siendo bombeada por el único corazón dorsal, justo tras la cabeza, con un ritmo cardiaco promedio de 180 lpm (latidos por minuto) en condiciones normales. Las pulgas de agua, al igual que muchos otros animales, son susceptibles a la intoxicación por alcohol, y son sujetos de prueba excelentes en lo que respecta a los depresores del sistema nervioso, gracias al exoesqueleto translúcido y la visibilidad de la alteración del ritmo cardiaco. Son capaces de tolerar el ser vistos vivos bajo un cubreobjetos y ser devueltos al agua, aparentemente no sufriendo ningún daño. Este experimento se puede llevar a cabo usando cafeína, nicotina o adrenalina para aumentar el ritmo cardiaco.

## Sistemática
El género Daphnia, perteneciente a la familia de cladóceros Daphniidae, es amplio, y comprende unas 150 especies. Se subdivide en los subgéneros Daphnia, Hyalodaphnia y Ctenodaphnia, pero esta división ha sido controvertida y aún se encuentra en estado de desarrollo. El entendimiento de los límites de las especies ha sido velado por la alta plasticidad fenotípica, hibridación, introducciones intercontinentales y descripciones taxonómicas pobres.

## Reproducción
Las pulgas de agua se reproducen partenogénicamente, usualmente desde la primavera hasta el final del verano. La temperatura ambiental (al igual que la disponibilidad de alimento) influye profundamente en su reproducción, teniendo un rango ideal entre los 25 y los 30 °C. En condiciones de abundancia, uno o más juveniles son criados en una bolsa de crianza que se encuentra al interior del exoesqueleto. Las dafnias recién nacidas deben pasar por diferentes etapas de desarrollo antes de convertirse en adultos; el total de las mudas toma un tiempo aproximado de 2 semanas. Los jóvenes son copias de los adultos en miniatura; no son ninfas verdaderas o estados intermedios. Las hembras jóvenes son capaces de comenzar la reproducción a los 10 días de llegadas a la etapa adulta en condiciones ideales, y aquella es mantenida mientras el ecosistema sea capaz de soportar el crecimiento poblacional. Durante el invierno, en caso de sequía o cuando el ecosistema se vuelve nocivo para las pulgas de agua, la producción de generaciones de hembras cesa y comienza una creación de dafnias machos por partenogénesis. Sin embargo, incluso bajo condiciones poco favorables, la cantidad de machos jamás superará la mitad de la población; incluso en algunas especies los machos son completamente desconocidos. Los machos son mucho menores que las hembras y normalmente poseen un apéndice abdominal especializado que es usado en el apareamiento, durante el cual toman a las hembras por detrás, abren con dicho apéndice su exoesqueleto, insertan la espermateca y fertilizan los huevos.
La producción de estos huevos se destina para asegurar la supervivencia de la población en periodos en los que predominen condiciones poco favorables. Los huevos se caracterizan por estar cubiertos de una capa extra, rica en queratina, llamada «efipio», misma que se origina a partir de una cámara incubadora en la que las hembras almacenan los huevos. Esta capa extra preserva y protege al huevo de la luz UV (ultravioleta), la desecación, los parásitos y la ingestión por organismos mayores hasta que el ambiente sea favorable nuevamente. A esta estrategia de supervivencia se le denomina “criptobiosis”. A los huevos latentes con efipio se les suele llamar “huevos enquistados”.
Adicionalmente, a la estrategia de producción de huevos capaces de sobrepasar condiciones desfavorables, el mecanismo de reproducción sexual también existe como forma de incrementar variabilidad genética entre una generación asexual y la siguiente generación sexual de la próxima primavera, lo que puede incrementar las posibilidades de adaptación a condiciones nuevas. Este modelo de reproducción sexual y asexual alternada se denomina de “lotería”.

## Ciclo de Vida
El ciclo de vida de las pulgas de agua no excede el año y es altamente dependiente de la temperatura. Por ejemplo, individuos pueden vivir 108 días a 3 °C (37 °F), mientras que otros organismos pueden vivir solamente 29 días a 28 °C (82 °F). Una clara excepción a esto es el invierno, durante el cual las hembras pueden llegar a vivir 6 meses. Estas hembras tienen generalmente una menor tasa de crecimiento, pero son de mayor tamaño que las normales.

## Ecología
Muchas de las especies de las daphnias están consideradas en peligro. Las siguientes están listadas como vulnerables por la UICN: Daphnia nivalis, Daphnia coronata, Daphnia occidentalis y Daphnia jollyi. Algunas especies son halófilas, y pueden ser encontradas en ambientes hipersalinos; un ejemplo es el Makgadikgadi Pan.
Las pulgas de agua pueden en ocasiones ingerir pequeños crustáceos y rotíferos, pero normalmente se alimentan por filtración, ingiriendo algas unicelulares y varios tipos de detritos orgánicos, incluyendo protistas y bacterias. Pueden obtener su alimento no sólo de la columna de agua, sino también del fondo de los lagos, especialmente en invierno. Las daphnias pueden ser mantenidas fácilmente a base de una dieta de levadura, pero esto ocurre mayoritariamente en laboratorio o en ambientes controlados. El movimiento de las patas crea un flujo constante que mantiene el alimento fluyendo hacia el sistema digestivo. Las partículas atrapadas son convertidas en un bolo alimenticio que se mueve hacia abajo en el tracto digestivo hasta que es excretado a través del ano, el cual se encuentra en la superficie ventral del apéndice terminal. El primer y segundo par de patas son utilizados en el sistema de filtrado de organismos, asegurándose de que las partículas no absorbibles sean mantenidas fuera, mientras que las demás patas crean el flujo de agua.
La capacidad natatoria es llevada principalmente por el segundo par de antenas, que es mayor que el primer par. También el segundo par de antenas es responsable de la capacidad de “saltar”.

## Usos
Algunas veces las pulgas de agua pueden ser usadas en ciertos ambientes para probar los efectos de toxinas en el ecosistema, convirtiéndolas en especies indicadoras, particularmente útiles en el área, debido a su corto ciclo de vida y capacidades reproductivas. Debido a que los órganos internos son prácticamente translúcidos, son fáciles de estudiar en especímenes vivos, pudiendo apreciarse los efectos de la temperatura en estos organismos ectotérmicos. Las Daphnia generalmente son usadas en la alimentación de peces en su estado larvario y otras especies de anfibios, como la rana enana africana (Hymenochirus biettgeri), y son también populares en la alimentación de peces tropicales y acuáticos.